# Neusser HV
Der Neusser Handballverein e. V. ist ein Handballverein aus der nordrhein-westfälischen Stadt Neuss. Er wurde am 14. Juli 1992 gegründet. Zweck des Vereins ist die Förderung des Sports und der sportlichen Jugendhilfe.

## Handball Frauen
Die erste Frauenmannschaft spielte mehrere Jahre in der Handball-Regionalliga, aus der sie 2008 abstieg.
In der Saison 2018/2019 und 2019/20 spielte die 1. Damen in der Oberliga. In der Saison 2022/23 ist keine Frauenmannschaft gemeldet.

## Handball Männer
Die erste Männermannschaft des NHV stieg 2013 als Niederrheinmeister aus der Handball-Oberliga in die 3. Liga auf.
Seit der Saison 2017/18 spielte die männliche Abteilung des Vereins zunächst in Kooperation mit dem ART Düsseldorf dann nach dem Ausscheiden des ART mit dem Rhein Vikings e. V. unter dem Namen HSG Neuss/Düsseldorf. Die Spielgemeinschaft endete mit der Saison 2019/20.
Ab der Saison 2020/21 spielen alle Mannschaften des Neusser Handballverein e. V. gemeinsam als „Neusser HV“.
In der Saison 2022/23 spielt die 1. Herren in der Regionalliga Nordrhein.
Aktuelle Spielstätte des Neusser Handballverein e. V. ist die Hammfeldhalle.

## Profi Handball Männer
Das Profi-Team der Spielvereinigung HSG Neuss/Düsseldorf nahm in der Spielzeit 2017/18 und 2018/19 unter dem Markennamen „HC Rhein Vikings“ am Spielbetrieb der 2. Handball-Bundesliga teil.
Die Heimspielstätte der Zweitliga-Mannschaft war das Castello in Düsseldorf.

## QuirinusCup
Der Neusser HV veranstaltet seit 1983 mit dem Quirinus Cup ein internationales Handball-Jugendturnier. Traditionsgemäß findet das Turnier über Pfingsten statt.
2019 spielten 145 Mannschaften über 300 Spiele in 9 Altersgruppen und 11 Hallen in der Stadt Neuss und im Rhein-Kreis Neuss. Das internationale Turnier hat Teilnehmer aus 15 Nationen.
2020 und 2021 wurde das Turnier erstmals seit der Gründung wegen der Corona-Pandemie abgesagt.